# Третій поділ Речі Посполитої
Третій поділ Речі Посполитої — остання з серії зовнішньополітичних акцій стосовно Речі Посполитої з боку Габсбурзької монархії, Пруссії та Росії у 1772, 1793, 1795. Перед першим поділом Речі Посполитої (1772) її територія становила понад 730 тис. км², чисельність населення — понад 11,5 млн осіб, з яких понад 70 % складали селяни, до 20 % — міщани, 6–7 % — шляхта, решту — духовенство.

## Історія
Придушення повстання 1794 потягло за собою ліквідацію Речі Посполитої. На основі російсько-австрійського та російсько-прусського договорів, підписаних у Петербурзі відповідно 3 січня й 24 жовтня 1795, вона втретє, на цей раз остаточно, була поділена. Австрії дісталися землі до Пилиці (прит. Вісли) та Західного Бугу на півночі й до Вісли на заході (частини Краківського і Сандомирського воєводств, Люблінське воєводство, частини Холмської землі і Мазовії); разом 47 тис. км², 1,5 млн населення. Пруссія отримала решту Мазовії (з Варшавою) і частину Литви та Білорусі до Німана, а також частину Підляшшя й невеличку частину Краківського воєводства біля Сєвєрського князівства; разом 48 тис. км², 1 млн мешканців. До Росії відійшли Курляндія, решта Литви, Білорусі й Підляшшя, частина Волинського воєводства, частини Холмської землі й Белзького воєводства — разом 120 тис. км², 1,2 млн населення.
Польська держава перестала існувати. 25 листопада 1795 під тиском Катерини II Станіслав-Август у Гродно (нині місто в Білорусі) зрікся престолу. До підписаної 26 січня 1797 в Петербурзі конвенції, як додатку до петербурзького договору від 24 жовтня 1795, була включена таємна стаття, за якою Росія, Австрія і Пруссія зобов'язалися не згадувати у титулатурі своїх правителів назв «Польща», «Польське королівство», ліквідувати польське громадянство, спільно протидіяти спробам відновлення держави. Автори конвенції вважали, що Польща зникла з політичної мапи Європи назавжди і пам'ять про неї повинна загинути. Конвенція послужила основою для укладення союзу Росії, Австрії і Пруссії, який 1815 переріс у Священний союз монархів цих держав — могутнього захисника імперських режимів у Європі, котрий, як вважають деякі дослідники, спричинив черговий, четвертий поділ Польщі 1815 (див. Віденський конгрес 1814—1815).